# Hugh Chalmers

a Compétitions nationales et continentales officielles uniquement.

Dernière mise à jour le 10 mai 2020.
Hugh Chalmers, né le 28 novembre 1984, est un joueur néo-zélandais de rugby à XV qui joue au poste de troisième ligne aile.

## Biographie
Hugh Chalmers quitte la Nouvelle-Zélande pour pratiquer le rugby en Europe. Après une expérience avec les London Irish à 19 ans, il s'installe ensuite en France, jouant avec le Montluçon rugby puis l'AC Bobigny, évoluant respectivement en Fédérale 2 puis en Fédérale 1. Il est approché en 2008 par le club professionnel de l'Union Bordeaux Bègles.
Après dix saisons passées au sein de l'Union Bordeaux Bègles, Chalmers et le club girondin décident d'un commun accord de ne pas prolonger le contrat les liant, arrivant à terme en juin 2018. Il termine alors sa carrière en Bretagne au RC Vannes.
En 2020, il rejoint le Biarritz olympique en tant qu'entraîneur des avants de l'équipe espoir. Il y retrouve Matthew Clarkin, directeur sportif du club qui a été son coéquipier à Bordeaux-Bègles de 2010 à 2016. En mars 2021, il s'engage au CS Beaune pour en devenir l'entraîneur à partir du 1er juillet 2021.